# Microtylopteryx
Microtylopteryx is een geslacht van rechtvleugeligen uit de familie veldsprinkhanen (Acrididae). De wetenschappelijke naam van dit geslacht is voor het eerst geldig gepubliceerd in 1905 door Rehn.

## Soorten
Het geslacht Microtylopteryx omvat de volgende soorten:
- Microtylopteryx fusiformis Rehn, 1905
- Microtylopteryx hebardi Rehn, 1905